# Masia de l'Orri
La Masia de l'Orri és un edifici de Sales de Llierca (Garrotxa) protegit com a Bé Cultural d'Interès Local.

## Descripció
Es tracta d'una masia situada entre l'antic veïnat de Monteia i Sant Andreu de Guitarriu, pel coll de faixa. És de planta rectangular, amb un ampli teulat a dues aigües i les vessants vers les façanes principals. Disposa de baixos, destinats al bestiar, amb diverses portes d'accés; planta- habitatge, amb accés directe des de l'exterior gràcies a una senzilla porta adovellada. El pis superior està destinat a les golfes. L'Orri fou bastida amb pedra del país poc treballada, llevat dels carreus cantoners i dels emprats per fer algunes de les seves obertures.
Prop del Mas hi ha una vella casa de masovers, en molt mal estat de conservació, així com diverses cabanes i pallisses.
L'Orri ha estat recentment restaurada; s'hi ha portat llum elèctrica i és de les poques masies d'aquest indret de l'alta Garrotxa que resta habitada.